# Alex Gaskarth
Alexander William "Alex" Gaskarth (Essex, 14 de diciembre de 1987) es el vocalista, guitarrista rítmico y compositor del grupo estadounidense de pop punk All Time Low, con el que ha editado siete álbumes de estudio: The Party Scene (2005), So Wrong, It's Right (2007), Nothing Personal (2009), Dirty Work (2011), Don't Panic (2012), Future Hearts (2015) y Last Young Renegade (2017). Gaskarth también ha colaborado con grupos como Simple Plan, We Are the In Crowd, Yellowcard, entre otros.

## Primeros años
Gaskarth nació el 14 de diciembre de 1987 en el condado inglés de Essex, único hijo de Isobel y Peter Gaskarth. Fue criado junto a dos medio hermanas, Jillian y Helen, y un medio hermano, Thomas, hijos del primer matrimonio de su padre. A la edad de siete años se mudó con su familia al condado de Baltimore, Maryland (Estados Unidos). Su hermano Tom, quien sufría de alcoholismo, murió a la edad de veintiún años cuando Gaskarth tenía apenas doce. La muerte de su hermano le sirvió de inspiración para componer el tema «Lullabies» («Canciones de cuna»), perteneciente al EP Put Up or Shut Up. Gaskarth tiene un tatuaje con las siglas "T.E.G" en memoria de su hermano.
Durante su adolescencia, Gaskarth formó parte de una banda que realizaba covers de Foo Fighters llamada Crew Fighters, junto a su amigo Rian Dawson. Poco después, conoció a Jack Barakat, quien lo persuadió para que tocase en una banda llamada NeverReck, posteriormente renombrada como All Time Low. All Time Low comenzó realizando covers de canciones de Blink-182 y Green Day. Posteriormente, la formación de la banda se completó con Zack Merrick (bajo, coros) y Rian Dawson (batería, percusión), quien dejó Crew Fighters para unirse a All Time Low.

## Carrera

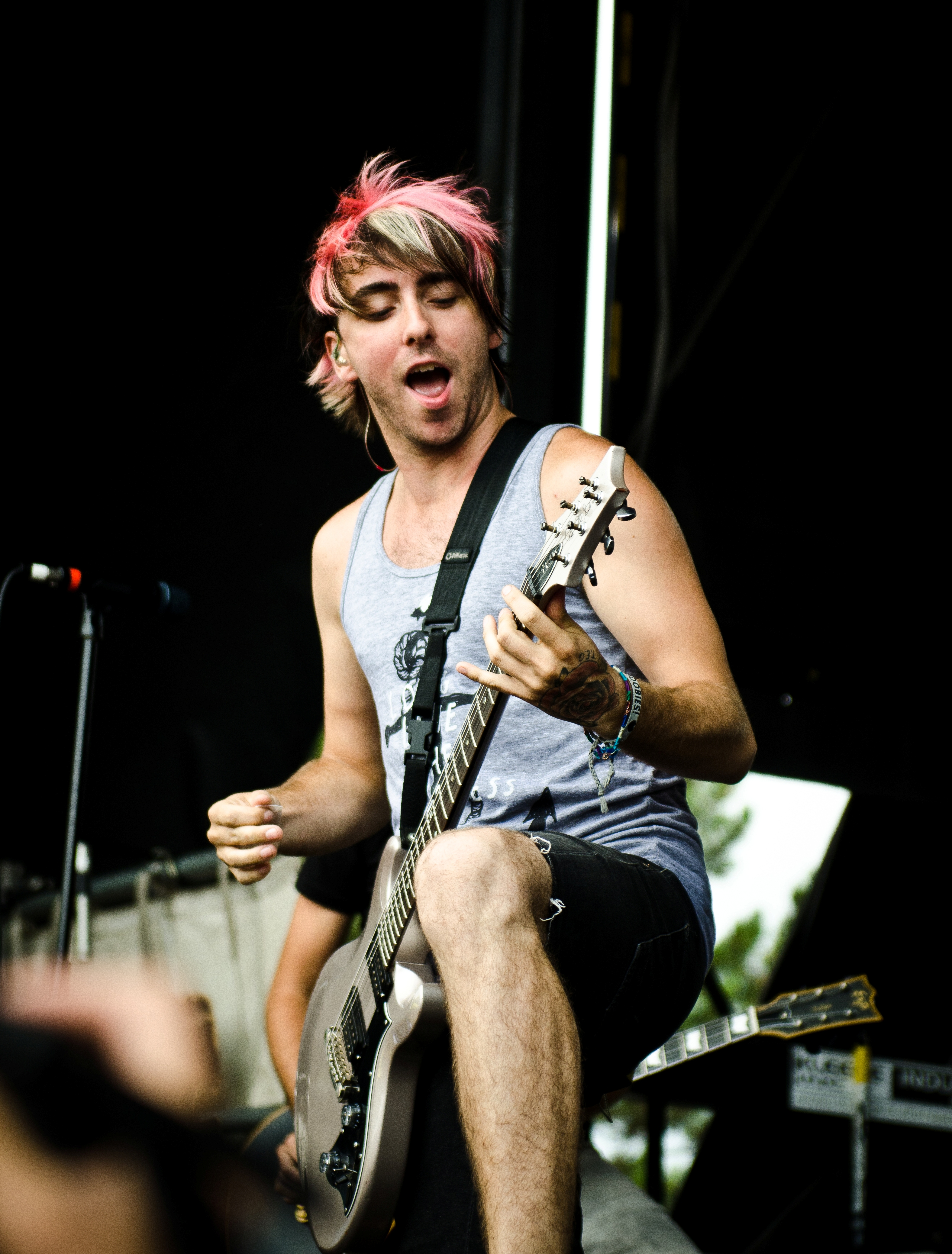
Gaskarth en julio de 2012

En 2004, All Time Low publicó su primer EP, The Three Words to Remember In Dealing With the End, bajo el sello Emerald Moon Records. Al año siguiente, editaron su primer álbum de estudio, The Party Scene, también a través de dicho sello. Posteriormente firmaron con Hopeless Records en febrero de 2006, antes de graduarse de la escuela secundaria. Con Hopeless Records lanzaron su segundo EP, Put Up or Shut Up. Este se convirtió en el primer material del grupo en llegar a las listas musicales, donde entró en los conteos Independent Albums y Heatseekers Albums. 
Después de varias giras, y de promocionar Put Up or Shut Up, el grupo comenzó a grabar su segundo álbum de estudio, So Wrong, It's Right, que se convirtió en un éxito comercial más grande que su antecesor, ya que llegó al puesto 62 en el Billboard 200 y al 6 en Independent Albums. El segundo sencillo del álbum, «Dear Maria, Count Me In», lo escribió Gaskarth sobre una amiga que se había convertido en stripper en su ciudad natal; además, fue el primer sencillo de All Time Low en ingresar en listas musicales, donde alcanzó la posición 86 en el Pop 100. El 9 de marzo de 2011, la Recording Industry Association of America (RIAA) lo certificó con un disco de oro tras haber vendido más de 500 000 copias.

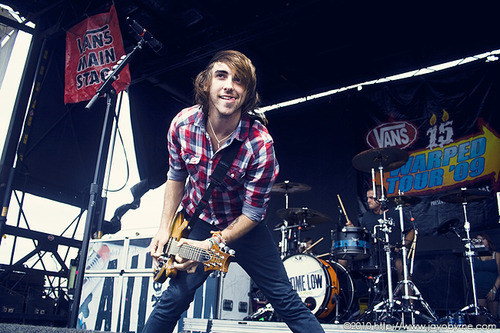
Gaskarth en la Warped Tour de 2009

A So Wrong, It's Right le siguió Nothing Personal, de 2009, que debutó en el cuarto puesto del Billboard 200, con 63 000 copias en la primera semana a la venta. El cuarto álbum de la banda, Dirty Work se publicó el 7 de junio de 2011 bajo el sello discográfico Interscope Records. Los encargados de la producción del álbum fueron John Fields, Mike Green, David Kahne, Matt Squire y Butch Walker. Dos de ellos, Matt Squire y Butch Walker, ya habían trabajado con la banda en su anterior trabajo discográfico, Nothing Personal. 
A diferencia de sus álbumes anteriores, muchas canciones de Dirty Work presentan un sonido pop rock con elementos de power pop y rock alternativo, y se alejan de sus raíces pop punk. El 10 de agosto de 2012 se anunció el lanzamiento de un nuevo álbum Don't Panic, programado para el 9 de octubre de 2012, bajo su sello discográfico original, Hopeless. De este lanzaron cuatro sencillos: «The Reckless and the Brave», «For Baltimore», «Somewhere In Neverland» y «Backseat Serenade».
A finales de 2014, All Time Low comenzó la grabación de Future Hearts, su sexto álbum de estudio, con el productor John Feldmann. El primer corte fue "Something's Gotta Give", publicado en enero de 2015. A su vez, se anunció un tour en la primavera del mismo año con Tonight Alive, Issues y State Champs, así como el primer concierto de la banda en el Wembley Arena, que fue grabado para editarlo en DVD. El segundo sencillo, «Kids in the Dark», fue lanzado en marzo de 2015, coincidiendo con la presentación de la banda en el festival australiano Soundwave. El álbum debutó en el puesto número 2 de las listas de Billboard con 75 000 copias vendidas en su primera semana, siendo ésta la mejor posición alcanzada por la banda en dicho conteo. También debutó en el puesto número en el Reino Unido, con 20 000 copias.
En junio de 2017, All Time Low publicó su séptimo disco, Last Young Renegade.

## Influencias
Gaskarth ha citado a las bandas Blink-182, Green Day y New Found Glory como responsables de la creación de All Time Low. En una entrevista comentó que esas eran las bandas que los habían unido e inspirado a hacer música. También comentó que Blink-182 había tenido una importante influencia: «Blink-182 es sin duda, la banda que nos inspiró a ser una banda, y probablemente, fue el principal responsable de que seamos el grupo que somos hoy. Realmente nos enseñó que estaba bien divertirse y estar tocando música en una banda». Como guitarrista, ha citado a Tom DeLonge, de Blink-182, como uno de sus referentes. Entre sus álbumes favoritos se encuentran Enema of the State de Blink-182, Futures de Jimmy Eat World, Out of the Vein de Third Eye Blind y American Idiot, de Green Day, entre otros.

## Discografía

### Con All Time Low
- 2005: The Party Scene
- 2007: So Wrong, It's Right
- 2009: Nothing Personal
- 2011: Dirty Work
- 2012: Don't Panic
- 2015: Future Hearts
- 2017: Last Young Renegade
- 2020: Wake Up, Sunshine
- 2023: Tell Me Im Alive

### Colaboraciones
| Año  | Canción               | Artista              | Álbum                           |
| ---- | --------------------- | -------------------- | ------------------------------- |
| 2007 | «Disconnect»          | The Dangerous Summer | If You Could Only Keep Me Alive |
| 2008 | «No One Can Touch Us» | Sing It Loud         | Come Around                     |
| 2011 | «Freaking Me Out»     | Simple Plan          | Get Your Heart On!              |
| 2011 | «Kiss Me Again»       | We Are the In Crowd  | Best Intentions                 |
| 2012 | «Telescope»           | Yellowcard           | Southern Air                    |
| 2014 | «Disconected»         | 5 Seconds of Summer  | She Looks So Perfect            |
| 2014 | «Kiss Me Kiss Me»     | 5 Seconds of Summer  | 5 Seconds of Summer             |
| 2014 | «End Up Here»         | 5 Seconds of Summer  | 5 Seconds of Summer             |
| 2014 | «Long Way Home»       | 5 Seconds of Summer  | 5 Seconds of Summer             |
| 2014 | «Get Over It»         | McBusted             | McBusted                        |